# 矢野沙織
矢野 沙織（やの さおり、1986年10月27日 - ）は、東京都大田区出身のジャズミュージシャン。アルトサクソフォーン奏者。

## バイオグラフィ
小学4年の時ブラスバンド部でたまたまサクソフォンの担当となってこの楽器を始めた。小学6年の時にジャコ・パストリアスのアルバム『ジャコ・パストリアスの肖像』収録曲「Donna Lee」に感銘を受けてジャズに目覚め、この曲を作ったチャーリー・パーカーに興味を持ち、それがビバップに影響を受けた演奏スタイルにつながっていく。
14歳からライブ活動を始める。池田篤からアルトサクソフォーンを学んだ。中学卒業後アメリカに渡り、やがてニューヨークのレストランなどで演奏するようになる。2003年9月25日にアルバム『YANOSAORI』でデビュー。
2005年には、マイルス・デイヴィスとの活動で知られるドラマー、ジミー・コブと共演ライブを行い、ジミーから「日本のキャノンボール・アダレイ」と絶賛される。
5thアルバム「Groovin' High」では、2度のグラミー・ウイナーに輝いたアレンジの神様スライド・ハンプトンや、ジミー・ヒース・ランディ・ブレッカー・ジェームズ・ムーディーなど巨匠ディジー・ガレスピーのオールスターズと共演を果たす。以降、ムーディーとの親交は厚く、カリフォルニアの自宅に招かれての2週間に亘るマンツーマンでの集中レッスンを受ける。
テレビ朝日系「報道ステーション」の初代オープニングテーマソング（松永貴志＆矢野沙織「Open Mind」）を演奏している。また、2007年には花王ASIENCEのCM曲「I & I」を作曲・演奏し、自身もCMに出演した。
2007年 20歳にして初のベストアルバムは、第22回日本ゴールドディスク大賞 ジャズ・アルバム・オブ・ザ・イヤーを受賞。ジャズの枠を超えて広く注目を集めた。
同年 通算7枚目となるアルバム『LittleTiny』を、現代最高のオルガントリオ、ドクター・ロニ—・スミス、ピーター・バーンスタイン、ルイス・ナッシュと共に制作、11月21日にリリース。
2008年 22歳 通算8枚目となるビリー･ホリデイ･トリビュート・アルバム『Gloomy Sunday』を斎藤ネコのアレンジによるストリングス･オーケストラをバックに制作。敬愛するビリー･ホリデイの歌い口を見事にアルト･サックスで表現したアルバムとして話題となる。
2010年 23歳 通算9枚目となる『BEBOP at the SAVOY』を1月20日にリリース。
2012年 25歳 10周年迎え原点に帰るファン･リクエストアルバム『Answer』を世界的トランペッター日野皓正を迎え10月17日にリリース。
2015年 28歳 SOIL&"PIMP"SESSIONSのメンバーである元晴（ts）とタブゾンビ（tp）、パーカッショニストの第一人者である大儀見元 率いる日本のキューバンラテンの重鎮バンド Salsa Swingoza をゲストに迎え、機軸は“Bebop”にすえながらも、ファンキー・ジャズ、キューバンラテンを盛り込んだ、通算11枚目となる『Bubble Bubble Bebop』を4月22日にリリース。
2022年 35歳 初のプロジェクト「House of Jaxx」を本格始動。ファーストアルバム『House of Jaxx』を8月17日にリリース。
2023年 36歳 ストリングスアレンジに菊地成孔を迎え、メジャーデビュー20周年記念アルバム「The Golden Dawn」をリリース。

## 人物
- 友人に連れられて小学校のブラスバンドに入り、じゃんけんに負けた結果、アルトサックス担当に。
- ビリー・ホリデイの自叙伝で彼女が14歳で既に歌手として生計を立てていたことを知って刺激を受け、自ら東京中のジャズクラブに出演交渉を行う。やはり中学生であることを理由に難航するも、西新井“カフェ・クレール”をきっかけにライブ活動を始める。
- 身長171cm、ハイヒールを履いて演奏するのがトレードマークになっている。
- 現在2児の母である。

## 出演

### テレビ
- たけしの誰でもピカソ（テレビ東京、2004年02月27日）
- トップランナー第308回（NHK、2005年11月13日）
- J-MELO（2007年5月24日、NHK総合）
- 音遊人（テレビ東京、2007年07月08日）
- 吉村作治の太陽の船 復活～4550年の時を越え、天空を翔るエジプト王の船（TBS、2009年12月20日）

番組テーマ曲 「Laura Peacock～太陽の船のテーマ」 BEBOP AT THE SAVOY収録
- ミューズの晩餐（テレビ東京、2010年05月07日）
- 報道ステーション（テレビ朝日、2014年10月31日・2015年05月01日）

### ラジオ
- ブルースの魂 今ここに　～ビリー・ホリディ生誕100年に寄せて（NHK-FM、2015年08月20日）森本レオ,木村充揮,金子マリ,上田正樹,渋谷毅 と共演

### CM
- 花王アジエンス（2007年5月 - 2007年9月）
- ソニーモバイル Xperia XZs （2017年6月 - ）

## ディスコグラフィ

### アルバム
|      | 発売日         | タイトル                                | 規格品番          | 備考                                                                  |
| ---- | -------------- | --------------------------------------- | ----------------- | --------------------------------------------------------------------- |
| 1st  | 2003年09月25日 | YANO SAORI                              | COCB-53061        |                                                                       |
| 2nd  | 2004年05月26日 | 02                                      | COCB-53231        |                                                                       |
| 3rd  | 2005年03月23日 | SAKURA STAMP                            | COCB-53320        |                                                                       |
| 4th  | 2005年11月23日 | PARKER'S MOOD 〜 Live in New York       | COCB-53434        | 初のライブ・アルバム                                                  |
| 5th  | 2006年10月18日 | Groovin' High                           | COCB-53576        |                                                                       |
| 5th  | 2007年01月24日 | Groovin' High                           | COJY-9221 (Vinyl) |                                                                       |
| 6th  | 2007年06月20日 | 矢野沙織BEST 〜ジャズ回帰〜             | COZY-263 (CD+DVD) | 第22回日本ゴールドディスク大賞 ジャズ・アルバム・オブ・ザ・イヤー受賞 |
| 7th  | 2007年11月21日 | Little Tiny                             | COCB-53685        |                                                                       |
| 8th  | 2008年12月03日 | GLOOMY SUNDAY Tribute To Billie Holiday | COCB-53752        |                                                                       |
| 9th  | 2010年01月20日 | BEBOP at the SAVOY                      | COCB-53903        |                                                                       |
| 10th | 2012年10月17日 | Answer                                  | COCB-54001        |                                                                       |
| 11th | 2015年04月22日 | Bubble Bubble Bebop                     | COCB-54166        |                                                                       |
| 12th | 2023年11月29日 | The Golden Dawn                         | KICJ-868          |                                                                       |

### シングル
|     | 発売日         | タイトル  | 規格品番            | 備考                                     |
| --- | -------------- | --------- | ------------------- | ---------------------------------------- |
| 1st | 2004年05月19日 | OPEN MIND | TOCP-40174          | テレビ朝日系「報道ステーション」テーマ曲 |
| 2nd | 2007年06月20日 | I ＆ I    | COCY-15999 (通常盤) | 花王アジエンス CM曲                      |

### House of Jaxx
|     | 発売日         | タイトル      | 規格品番   | 備考                             |
| --- | -------------- | ------------- | ---------- | -------------------------------- |
| 1st | 2022年08月17日 | House of Jaxx | POCS-23026 | 自身初のプロジェクト 1stアルバム |